# Brandon Township (Iowa)
Die Brandon Township ist eine von 18 Townships im Jackson County im Osten des US-amerikanischen Bundesstaates Iowa. Das U.S. Census Bureau hat bei der Volkszählung 2020 eine Einwohnerzahl von 247 ermittelt.

## Geografie
Die Brandon Township liegt im Osten von Iowa rund 40 km westlich des Mississippi, der die Grenze zu Illinois bildet. Die Grenze zu Wisconsin befindet sich rund 45 km nordöstlich.
Die Brandon Township liegt auf 42°09′06″ nördlicher Breite und 90°50′32″ westlicher Länge und erstreckt sich über 92,7 km². Der Südwesten der Brandon Township wird vom Maquoketa River durchflossen, einem rechten Nebenfluss des Mississippi. Durch den Norden der Township fließt der nördliche Maquoteka River, der sich im rund 10 km südöstlich der Brandon Township gelegenen Maquoketa mit dem südlichen Arm vereinigt.
Die Brandon Township liegt im Westen des Jackson County und grenzt im Westen an das Jones County. Innerhalb des Jackson County grenzt die Brandon Township im Norden an die Butler Township, im Nordosten an die Otter Creek Township, im Osten an die Farmers Creek Township, im Südosten an die South Fork Township und im Süden an die Monmouth Township.

### Schutzgebiete
Innerhalb der Brandon Township gibt es mehrere Schutz- und Erholungsgebiete:
- Buzzard Ridge Wildlife Area
- Ozark Wildlife Area
- Pine Valley Nature Area

## Verkehr
Durch die Brandon Township führen keine überregionalen Fernstraßen. Alle Straßen sind entweder County Roads oder weiter untergeordnete und zum Teil unbefestigte Fahrwege.
Der nächstgelegene Flugplatz ist der rund 15 km südöstlich der Township gelegene Maquoketa Municipal Airport; größere Flughäfen sind der Dubuque Regional Airport (rund 30 km nordöstlich), der Eastern Iowa Airport in Cedar Rapids (rund 100 km südwestlich) und der Quad City International Airport (rund 95 km südlich).

## Bevölkerung
Bei der Volkszählung im Jahr 2010 hatte die Township 247 Einwohner. Neben Streubesiedlung existiert in der Brandon Township mit Canton nur eine (gemeindefreie) Siedlung.